# フーバー (アザラシ)
フーバー（Hoover、1971年? - 1985年7月25日）は、簡単なヒトの言葉を真似ることのできたゼニガタアザラシである。

## フーバー
アメリカ合衆国メーン州ハープスウェルで、ジョージ・スワロウ（George Swallow）とアリス・スワロウ（Alice Swallow）が、フーバーを発見し自宅へ連れ帰った。フーバーが浴槽よりも大きく成長し、外の池で飼われるようになった頃、彼はジョージの真似をし始めた。マサチューセッツ州ボストンのニューイングランド水族館へ移ると、見物客にきついニューイングランド訛りで"Get outta here!"と言うようになった。
彼は有名になり、『リーダーズ・ダイジェスト』や『ザ・ニューヨーカー』といった雑誌やテレビ番組『グッド・モーニング・アメリカ』で取り上げられた。
フーバーは1985年7月25日、換毛期に合併症を起こして死亡した。『ボストン・グローブ』に彼の死亡記事が載せられた。

## フーバーの子孫
フーバーは6頭の子供（娘のJoey、Amelia、Trumpet、息子のLucifer、Cinder、Spark）を遺したが誰も喋ることはできなかった。
しかし彼の孫息子Chacoda（Chucky）は発声をコントロールできる能力を見出され、水族館スタッフが訓練に当たっているが、2007年現在もヒトの声を真似できてはいない。